# 土浦市立新治学園義務教育学校
土浦市立新治学園義務教育学校（つちうらしりつ にいはりがくえんぎむきょういくがっこう）は、茨城県土浦市藤沢にある公立義務教育学校。

## 概要
市では2018年4月より、小中一貫教育が市内全域で開始され、本校は土浦市では初めての義務教育学校である。
2018年3月をもって、市内の土浦市立藤沢小学校・斗利出小学校・山ノ荘小学校・新治中学校は一斉に閉校し、4校を統合して同年4月に新治学園義務教育学校として開校した。

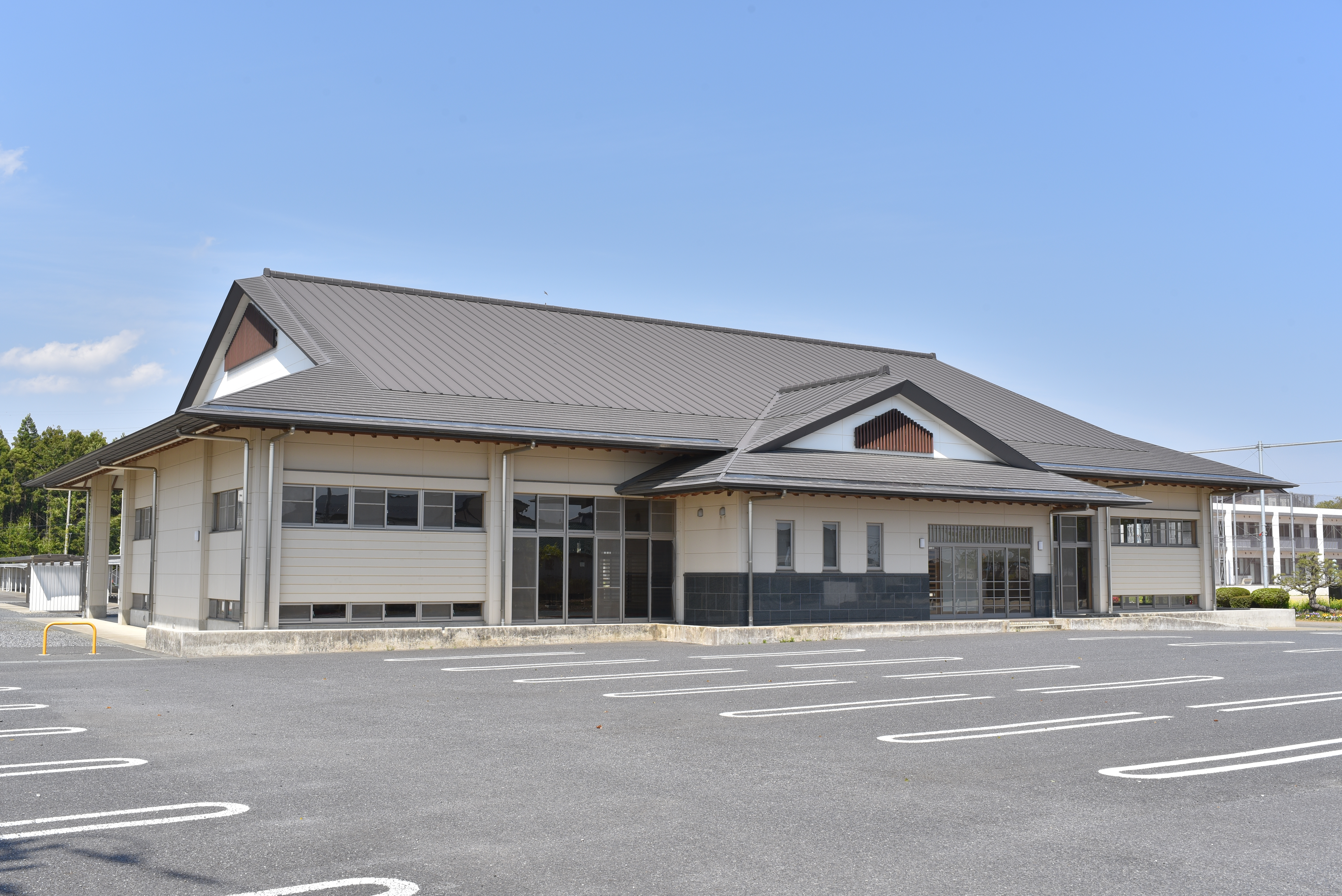
新治学園義務教育学校の武道館

## 沿革
- 2017年（平成29年）
  - 10月26日 - この日開催の開校準備協議会にて、校歌が決定。
  - 11月 - 土浦市教育委員会により、校章デザイン決定。
- 2018年（平成30年）
  - 4月1日 - 藤沢小学校、斗利出小学校、山ノ荘小学校、新治中学校が統合して設置。
  - 4月6日 - 第1回入学式を挙行。最初の新入生は60名。
  - 4月18日 - 学園ホームページ開設。
- 2019年（平成31年）
  - 2月5日 - 第1回創立記念日。
  - 3月13日 - 第1回卒業証書授与式を挙行。最初の卒業生は55名。
  - 3月24日 - 最初の修了式挙行。

## 通学区域
（この節の出典）
- 藤沢
- 大畑
- 上坂田
- 下坂田
- 高岡
- 田宮
- 藤沢新田
- 田土部
- 永井
- 本郷
- 大志戸
- 小野
- 東城寺
- 小高
- 沢辺

## 著名な出身者
- 遠藤淳志（プロ野球選手）

## 特記事項
- 校歌は中村隆作詞、関隆浩作曲。

## アクセス
- 新治バス（運行は月・水・金・日曜のみ）
  - 朝夕ルートで、「新治庁舎」バス停下車後、徒歩約630m・約10分。
  - 昼ルートで、「新治中学校前」バス停下車後、徒歩約80m・約1分。
    - なお、朝夕ルートは、文字通り土浦駅発朝の便1本と土浦駅行夕方の便1本の1往復のみ、昼ルートは「さん・あぴお」発着で、土浦駅から来る場合は、「さん・あぴお」バス停での乗り換えを要する[5]。